# 孔萨益多
孔萨益多（1916年10月—2010年），男，藏族，原名益西多吉，西藏江孜人，中华人民共和国政治人物，曾任九世班禅侍卫长，四川省政协副主席。